# Fred Meyers
Fred Meyers (né le 8 août 1983 à Fort Leavenworth, Kansas) est un acteur américain à la retraite. Il est surtout connu pour son rôle récurrent de Tom Gribalski dans la série de Disney Channel La Guerre des Stevens (Even Stevens) et pour le film qui a suivi Drôles de vacances (The Even Stevens Movie)

## Biographie

### Carrière
Il a également était la co-vedette du film Mayhem (Suspended Animation, 2001) et joua avec Hilary Duff dans le film Trouve ta voix (Raise Your Voice) de 2004. Meyers a également joué dans la série télévisée For Better or Worse (2006), ainsi que dans le film Dirty Deeds de 2005. Son dernier rôle d'acteur professionnel fut dans le film Hallowed Ground de 2007

### Vie privée
Il vit actuellement à Midland au Texas et travaille comme ambulancier paramédical.

## Filmographie
| Année     | Titre               | Role           | Notes                                                          |
| --------- | ------------------- | -------------- | -------------------------------------------------------------- |
| 2007      | Hallowed Ground     | Lanky Teenager | Film                                                           |
| 2006      | That's So Raven     | Leaf           | 1 épisode                                                      |
| 2006      | Olympus             | Hayden         | Courte                                                         |
| 2005      | Boston Legal        | Willis Berger  | 1 épisode                                                      |
| 2005      | Dirty Deeds         | Lockett        | Film                                                           |
| 2005      | Confession          | Matt           | Film                                                           |
| 2004      | Raise Your Voice    | Matthew        | Film                                                           |
| 2004      | The Handler         | Sean Miller    | 1 épisode                                                      |
| 2003      | Drôles de vacances  | Tom Gribalski  | Disney Channel Original Film                                   |
| 2001      | Suspended Animation | Sandor Hansen  | Film                                                           |
| 2000-2003 | Even Stevens        | Tom Gribalski  | Série originale de Disney Channel Rôle récurrent (31 épisodes) |
| 1999      | 7th Heaven          | Chad           | 1 épisode                                                      |
| 1998      | The Catcher         | Young Johnny   | Film                                                           |